# GSC4032-674
GSC4032-674 — хімічно пекулярна зоря спектрального класу A7, що має видиму зоряну величину в смузі V приблизно  9,9.